# Šamac
Šamac è una città e una municipalità della Bosnia ed Erzegovina, situata nella parte settentrionale del paese sulla riva destra della Sava con 19.041 abitanti al censimento 2013. 
Le autorità della repubblica Srpska hanno modificato il nome della città da "Bosanski Šamac" a "Šamac", ma gli abitanti non serbi continuano a preferire il suo nome storico.
Al di là della Sava si trova la città croata di Slavonski Šamac.

## Società

### Evoluzione demografica
Secondo i dati degli ultimi censimenti del 1991 e 2013, la composizione etnica della municipalità era la seguente:
| Gruppo etnico | Popolazione 1971 | Perc 1971 | Popolazione 1991 | Perc 1991 | Popolazione 2013 | Perc 2013 |
| ------------- | ---------------- | --------- | ---------------- | --------- | ---------------- | --------- |
| Serbi         | 14'230           |           | 13'628           | 41,34%    | 13'256           | 76,74%    |
| Croati        | 14'336           |           | 14'731           | 44,69%    | 2'426            | 14,04%    |
| Bosgnacchi    | 2'192            |           | 2'233            | 6,98%     | 1'265            | 7,32%     |
| Jugoslavi     | 481              |           | 1'755            |           | -                |           |
| Altri         | 135              |           | 613              |           | 326              |           |
| Totale        | 31'374           |           | 32'960           |           | 17'273           |           |

## Storia
Fondata nel 1862 da bosniaci provenienti dalla provincia ottomana di Smederevo, Bosanski Šamac fu parte del Vilayet ottomano della Bosnia fino alla sua conquista nel 1887 da parte dell'impero austro-ungarico. Dopo la prima guerra mondiale fu parte del regno di Jugoslavia, nel decennio 1929-39 come parte della Banovina della Drina, mentre dal 1939 al 1941 della Banovina di Croazia. Durante la seconda guerra mondiale, con tutta la Bosnia-Erzegovina fu parte del filo-nazista Stato di Croazia, mentre dopo il 1945 della Repubblica Socialista di Bosnia ed Erzegovina nella Jugoslavia di Tito.
Durante la guerra civile, la città fu occupata dai serbi di Bosnia, che fecero una pulizia etnica ai danni delle altre etnie. I serbi stabilirono una linea di frontiera semi-permanente che passava per la vicina Orašje. Nel 2003, il Tribunale Criminale Internazionale per l'ex Jugoslavia condannò per crimini contro l'umanità tre capi della città serbi al tempo della guerra.